# وسون (میسیسیپی)
وسون (به انگلیسی: Wesson) شهرکی در ایالت میسیسیپی کشور ایالات متحده آمریکا است که جمعیت آن در سرشماری سال ۲۰۱۰ میلادی، ۱٬۹۲۵
نفر بوده‌است.